# 鹿児島赤十字病院
鹿児島赤十字病院（かごしませきじゅうじびょういん）は、鹿児島県鹿児島市平川町に所在する日本赤十字社の医療機関である。設立当時のサナトリウムとしての立地選定から、2004年の合併前の鹿児島市の南端近くに位置する。
リウマチ膠原病に重点を置いた人員設備を備えている。また同敷地内に日本赤十字社の所有する特別養護老人ホーム錦江園があり、鹿児島市鴨池新町に所在する日本赤十字社鹿児島県支部・鹿児島県赤十字血液センター（献血プラザかもいけクロス）、東千石町に所在する献血ルーム天文館と共に日本赤十字社の鹿児島県における中心的な施設となっている。

## 沿革
- 1905年（明治38年）1月15日 - 前身の「堺濱海濱院」（結核病院）が鹿児島市郡元に開設。
- 1923年（大正12年）12月1日 - 堺濱海濱院を日本赤十字社が買収し、「海濱院」と改称。
- 1939年（昭和14年）5月22日 - 現在地に新築移転、日本赤十字社鹿児島支部錦江療院と改称[2]。
- 1952年（昭和27年）6月19日 - 日本赤十字社鹿児島県支部錫山出張診療所を開設し日本赤十字社鹿児島支部錦江療院鹿児島診療所を日本赤十字社鹿児島県支部錦江療院鹿児島診療所に改称。
- 1958年（昭和33年）4月1日 - 日本赤十字社鹿児島県支部錦江療院を錦江赤十字病院と改称[2]。日本赤十字社鹿児島県支部錦江療院鹿児島診療所を錦江赤十字病院附属診療所、日本赤十字社鹿児島県支部錫山出張診療所を錦江赤十字病院錫山出張診療所にそれぞれ改称。特別会計となる。
- 1968年（昭和43年）4月1日 - 鹿児島赤十字病院と改称。錦江赤十字病院附属診療所を鹿児島赤十字病院附属郡元診療所、錦江赤十字病院錫山出張診療所を鹿児島赤十字病院錫山出張診療所にそれぞれ改称。
- 1968年（昭和43年）11月1日 - 一般病床を開設、以後段階的に結核療養中心の体制から一般病院へ移行開始。
- 1970年（昭和45年）4月1日 - 鹿児島赤十字病院附属郡元診療所を支部一般会計へ移管。
- 1973年（昭和48年）11月22日- 病床種別変更許可 一般病床8室40床 結核病床31室130床。
- 1974年（昭和49年）4月26日- 鹿児島赤十字病院附属郡元診療所を廃止。
- 1978年（昭和53年）3月15日 - 鹿児島赤十字病院火の河原出張診療所を開設。
- 1981年（昭和56年）4月1日 - 鹿児島圏域へき地中核病院の指定。
- 1996年（平成8年）5月20日 - エイズ治療協力病院の指定。
- 1997年（平成9年）3月6日 - 災害拠点病院（地域災害医療センター）の指定。
- 2003年（平成15年）10月28日 - 保健文化賞受賞。
- 2005年（平成17年）3月1日 - 救急病院の認定。
- 2005年（平成17年）4月1日 - 特定診療科巡回診療事業（眼科、耳鼻咽喉科、皮膚科）が県から移管される。
- 2008年（平成20年）6月16日 - 財団法人日本医療機能評価機構　病院機能評価認定病院（審査体制区分2：Ver5）認定。
- 2009年（平成21年）4月24日 - 鹿児島県災害派遣医療チーム指定病院として指定。
- 2010年（平成22年）3月31日 - 錫山・火の河原出張診療所を廃止。
- 2010年（平成22年）7月1日 - DPC対象病院になる。
- 2010年（平成22年）12月10日 - 電子カルテ･オーダリングシステムの導入･稼働開始。
- 2012年（平成24年）3月31日 - 結核病床（50床）を廃止[注釈 1]。

## 診療科目
- 内科
- リウマチ科
- 循環器科
- 呼吸器科
- 整形外科
- 脳神経外科
- 放射線科
- リハビリテーション科
- 麻酔科

## 医療機関の指定等
- へき地医療拠点病院
- 災害拠点病院（地域災害医療センター）
- 健康保険医療機関指定病院
- 国民健康保険療養取扱指定病院
- 労働者災害補償法指定医療機関
- 生活保護法医療扶助指定医療機関
- 結核予防法指定医療機関
- 特定疾患治療研究医療機関
- 原爆被爆者一般疾病医療機関
- 児童福祉法育成医療指定医療機関
- 身体障害者福祉法（更生医療）
- 身体障害者手帳交付の診断医
- エイズ治療協力病院
- 臨床研修協力病院
- 救急指定病院
- 高規格救急車への指示病院
- 救急救命士研修受入れ施設
- 救急救命士気管挿管実習受入れ施設
- 船員法第83条に基づく指定医
- 老人保健法に基づく大腸がん検診精密検査実施協力医療機関
- 老人保健法に基づく肺がん検診精密検査実施協力医療機関
- 鹿児島DMAT指定病院

### 鹿児島圏へき地中核病院
無医地区であった錫山及び火の川原への出張診療及び診療所開設に始まり、1981年4月1日、鹿児島圏へき地中核病院の指定を受け、以後三島村及び十島村への巡回診療を実施している。2000年10月に三島村へ常勤医師を派遣、2002年4月に十島村の上四島地区へ常勤医師を派遣し鹿児島県における無医市町村を解消させた。以後も携帯診療器具の拡充及び遠隔医療システムの導入等により医療格差の是正に貢献している。

## 交通アクセス
- 鹿児島中央駅からの場合
車では、約55分程度。鉄道の場合は、JR九州指宿枕崎線五位野駅から車で5分程度。バスの場合は、鹿児島交通（指宿・山川・知覧方面路線）バス停「平川日赤前」で下車。
- 指宿市からの場合
車では、約60分程度。鉄道の場合は、JR九州指宿枕崎線平川駅から車で5分程度。バスの場合は、鹿児島交通（指宿・山川・知覧方面路線）バス停「平川日赤前」で下車。
- 南さつま市加世田からの場合
車で約60分程度。

## 周辺施設
- 鹿児島県平川ヨットハウス
- 鹿児島市平川動物公園
- 鹿児島市立錦江湾公園
- 鹿児島県立錦江湾高等学校
- 最福寺